# Lepidosiren paradoxa
Lepidosiren paradoxa är en art av lungfiskar som beskrevs av Leopold Fitzinger 1837. Lepidosiren paradoxa är ensam i släktet Lepidosiren och i familjen Lepidosirenidae. Inga underarter finns listade i Catalogue of Life.
Typisk är en långsträckt kropp liksom en ål och två lungflyglar. Ungdjur har yttre gälar men de finns inte kvar hos de vuxna djuren. Bröst- och bukfenorna liknar ett snöre i utseende och de används som känselsinne. Fiskene gräver in sig i leran vid torka.
Arten förekommer i Amazonområdet i Brasilien samt i avrinningsområdet av Paranáfloden i Paraguay. Vuxna exemplar har små ryggradsdjur samt kräftdjur, snäckor och alger som föda. Ungdjur äter insektslarver och små snäckor.